# Lepyrodiclis
Lepyrodiclis é um género botânico pertencente à família Caryophyllaceae.
1. ↑  «Lepyrodiclis — World Flora Online». www.worldfloraonline.org. Consultado em 19 de agosto de 2020